# قطب كهربائي

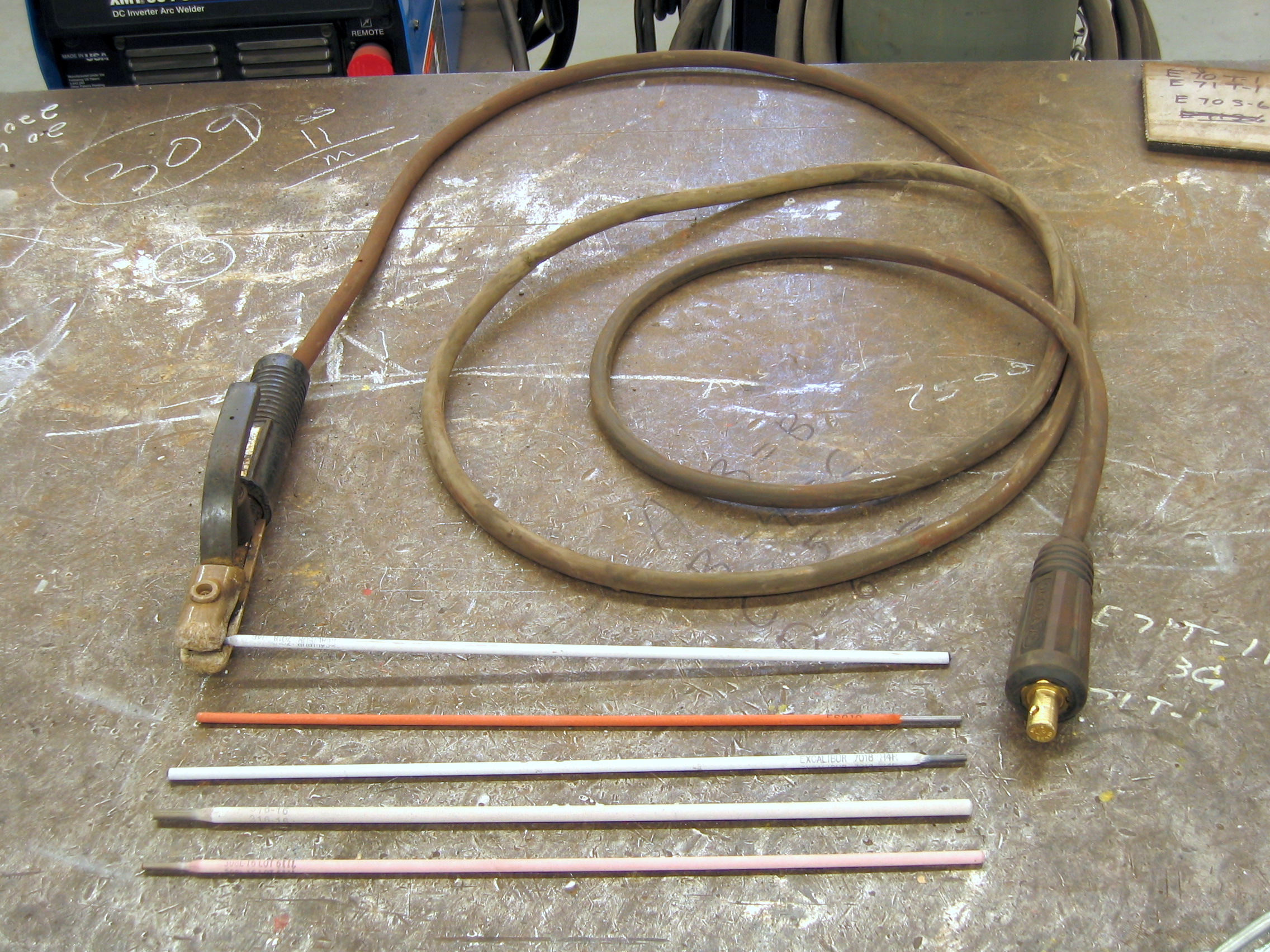
أقطاب كهربائية مستخدمة في اللحام القوسي.

القطب الكهربائي أو المسرى الكهربائي أو القضيب الكهربي (بالإنجليزية: Electrode)‏ أو نقحرة: الإلكترود، هو موصل كهربائي يستعمل مع جزء آخر غير معدني (مثل نصف الموصلات، أو كهرل (محلول ملحي أو حامضي) أو فراغ (مثل أنبوب نيون) لتكوين دائرة كهربائية. وترجع تلك التسمية إلى فراداي حيث أخذ كلمة electrode عن كلمة electron اليونانية والتي تعني الكهرمان، التي اخذت عنها كلمة كهرباء. وأضاف عليها كلمة hodos والتي تعني مسلك أو طريق.

## القطب الموجب والسالب في الخلية الكهربائية
يسمى القطب الكهربائي في الخلية الجلفانية إما بالقطب السالب (مصعد) أو القطب الموجب (مهبط). ويُعرف الآن المصعد anode بأنه القطب الذي تخرج منه الإلكترونات من الخلية الكهربائية وحيث تحدث الأكسدة، والمهبط cathode بأنه القطب الذي تدخل منه الإلكترونات الخلية وعنده يحدث تفاعل اختزال. وكلا من القطبين يمكن أن يكون مصعد أو مهبط بحسب الجهد الكهربائي الموصل بالخلية.

## عامود بطارية
عامود بطارية ويسمى أحيانا الخلية الأولية هو نوع من الخلايا الكهربائية التي لا يمكن عكس التفاعل فيها. ويكون فيها المصعد دائما القطب السالب والمهبط القطب الموجب، وهي تستعمل مرة واحدة ولا يعاد شحنها بعد استهلاكها وتفريغها.

## خلية يعاد شحنها
هناك نوع من الخلايا الكهربائية التي يعاد شحنها بعد تفريغها، وتسمى أحيانا خلية ثانوية.ويمكن عكس التفاعلات الكيميائية في هذا النوع من الخلايا الكهربائية. فعند شحن الخلية بتطبيق جهد كهربائي خارجي يصبح المصعد القطب الموجب والمهبط القطب السالب. وخلال إعادة شحن الخلية تنعكس التفاعلات الكيميائية داخل الخلية، فخلال عملية الشحن بوساطة توصيل قطبي الخلية بمصدر كهربائي خارجي ينعكس سير الإلكترونات في الخلية ويعاد تكوين المواد في الخلية إلى حالها الأصلي. ولذالك تسمى أحيانا المركم.
مثال لتلك الخلية: بطارية السيارة وبطارية الرصاص.

## نوع آخر من الأقطاب الكهربائية
يكون في أنابيب التفريغ الكهربائي مثل مصباح النيون أو في ثنائي أقطاب diode أو في المكثف الكهرلي يكون المصعد القطب الموجب والمهبط القطب السالب. وتدخل الإلكترونات في هذه الأنظمة (مصباح النيون مثلا) من المهبط (القطب السالب) وتخرج من المصباح من المصعد.
كما يمكن أن يكون في النظام أكثر من قطبين. فيمكن إضافة قطب ثالث كما في الصمام الإلكتروني حيث يوجه القطب، وغالبا ما يكون المصعد الإلكترونات داخل الصمام، ويُصنع هذا القطب الثالث عادة من معدن خامل أو الجرافيت حتى لا يتآكل سريعا. مثال على ذلك صمام الشعاع الكاثودي.

## أقطاب اللحام الكهربائي
يستعمل لحام القوس الكهربائي قطبا لتوصيل التيار الكهربائي بين جزئين معدنيين للحامهما. ويوجد نوعان من تلك الأقطاب : نوع يُستهلك خلال عملية اللحام كما في قوس اللحام المعدني ونوع لا يـُستهلك كما في قوس لحام التنجستن. وعند اللحام بالتيار الكهربائي المستمر قد يشكل القطب المستخدم مصعدا أو مهبطا بحسب عملية اللحام المطلوبة. أما في حالة اللحام بالتيار المتردد فلا يعتبر قطب اللحام مصعدا أو مهبطا.